# Shaquille Rombley
Shaquille Rombley (* 8. Dezember 1996 in Philipsburg) ist ein niederländischer Basketballspieler.

## Werdegang
Rombley kam in Philipsburg auf der niederländischen Karibikinsel Sint Maarten zur Welt. Er war ein begabter Volleyballspieler, im Alter von 17 Jahren begann er mit dem Basketballsport.
Er ging in die Vereinigten Staaten, spielte in Florida Basketball für die Mannschaft der Schule The Rock School. Von 2016 bis 2018 war Rombley Student und Basketballspieler an der ebenfalls in Florida gelegenen Hochschule Indian River State College. 2018 entschloss er sich zum Wechsel an die Lincoln Memorial University nach Tennessee. In der Saison 2018/19 spielte er nicht, anschließend bestritt er 36 Spiele für die Lincoln Memorial University und kam im Durchschnitt auf 2,1 Punkte sowie 2 Rebounds je Begegnung.
Als Berufsbasketballspieler war Rombley zunächst in Deutschland beschäftigt und stand 2021/22 in Diensten der zweiten Mannschaft der Telekom Baskets Bonn in der 1. Regionalliga. 2022 stieg er durch seinen Wechsel zu den Itzehoe Eagles in die nächsthöhere Liga, die 2. Bundesliga ProB, auf. Bei den Norddeutschen kam er in 25 Einsätzen im Durchschnitt auf 15,3 Punkte, 8,4 Rebounds sowie annähernd 2 geblockte Würfe je Begegnung.
Mit den Oberwart Gunners wurde er 2024 österreichischer Meister. Rombley erzielte für die Mannschaft von Trainer Horst Leitner während des Spieljahres 2023/24 im Mittel 9,3 Punkte sowie 6,8 Rebounds je Einsatz. Er setzte seine Laufbahn anschließend bei Ungmennafélagið Stjarnan in Island fort. Rombley trug dazu bei, dass der Verein in der Saison 2024/25 erstmals in der Vereinsgeschichte den isländischen Meistertitel gewann.
Im Sommer 2025 wurde er vom amtierenden dänischen Meister Bakken Bears verpflichtet.